# Уялово
Уялово (баш. Уял) — деревня в Шаранском районе Республики Башкортостан Российской Федерации. Входит в состав Акбарисовского сельсовета. Основана в 1922 году как выселок из деревни Чупаево, в начале 1950-х — село.

## География

### Географическое положение
Находится на левом берегу реки Шалтык. Расстояние до:
- районного центра (Шаран): 8 км,
- центра сельсовета (Акбарисово): 9 км,
- ближайшей ж/д станции (Туймазы): 40 км.

### Климат
По комплексу природных условий деревня, как и весь район, относится к лесостепной зоне и характеризуется умеренно континентальным климатом с такими особенностями, как неустойчивость и резкие перемены температуры, неравномерное выпадение осадков по годам и временам года. В деревне довольно суровая и снежная зима с незначительными оттепелями, поздняя прохладная и сравнительно сухая весна, короткое жаркое лето и влажная прохладная осень.
| Показатель                                                                                      | Янв. | Фев. | Март | Апр. | Май | Июнь | Июль | Авг. | Сен. | Окт. | Нояб. | Дек. |
| ----------------------------------------------------------------------------------------------- | ---- | ---- | ---- | ---- | --- | ---- | ---- | ---- | ---- | ---- | ----- | ---- |
| Средний суточный максимум, °C                                                                   | −7   | −6   | −1   | 9    | 18  | 23   | 25   | 23   | 17   | 9    | −1    | −6   |
| Средний суточный минимум, °C                                                                    | −15  | −15  | −8   | 0    | 7   | 11   | 13   | 12   | 7    | 2    | −5    | −13  |
| Норма осадков, мм                                                                               | 27   | 24   | 26   | 33   | 49  | 60   | 53   | 51   | 46   | 49   | 35    | 33   |
| Источник: Моделирование исторических данных о климате и погоде. Дата обращения: 15 января 2024. |      |      |      |      |     |      |      |      |      |      |       |      |

## История
В 1922 году жители деревни Чупаево собрались на сельский сход, на котором обсуждалось переселение части хозяйств в сторону деревни Акбарисово, так как многие поля находились в отдалении от деревни, и до них было долго добираться. Землеустроитель выделил участок земли под застройку у подножия горки «Тырмас» возле двух родников. Первой переехала семья Ахметзяна Атнакаева. В 1925 году учтён выселок Уялова (Ново-Чупаева) Шаранской волости Белебеевского кантона Башкирской АССР. Название «Уял» в переводе на русский означает «Новая деревня».
Новочупаевцы объединились в ТОЗ, а с 1929 года — в колхоз «Ужара». В 1925—1926 годах была открыта школа. По состоянию на 1935 год деревня входила в состав колхоза «Урал».
В 1930 году в республике было упразднено кантонное деление, образованы районы. Деревня вошла в состав Туймазинского района, а в 1935 году — в состав вновь образованного Шаранского района. В 1939 году — деревня Уялово Урсаевского сельсовета Шаранского района.
В Великой Отечественной войне участвовали 37 жителей деревни, вернулись домой 16.
В 1952 году фиксировалась как село того же сельсовета, впоследствии — вновь деревня. В 1956 году школа была закрыта. Также в 1950-х годах было построено здание клуба с кинобудкой (ранее досуговые мероприятия проводились в здании школы). С 1960 года деревня входила в состав совхоза «Мичуринский», а с апреля 1972 года — вновь образованного совхоза «Акбарисовский».
В начале 1963 года в результате реформы административно-территориального деления село было включено в состав Туймазинского сельского района, с марта 1964 года — в составе Бакалинского, с 30 декабря 1966 года — вновь в Шаранском районе.
В 1999 году деревня по-прежнему входила в состав совхоза «Акбарисовский». В 2009 году Урсаевский сельсовет вместе с деревней Уялово вошёл в состав Акбарисовского.
По состоянию на 2015 год в личных подсобных хозяйствах деревни имелось 188 голов крупного рогатого скота (в том числе 60 коров), 21 свинья, 157 овец и коз и 433 головы птицы.

## Население
По данным регистрации в деревне в 2015 году проживало 193 человека в 50 семьях, из них 31 ребёнок до 7 лет, 26 детей от 7 до 16 лет, 53 мужчины и 52 женщины трудоспособного возраста и 8 мужчин и 23 женщины старше трудоспособного возраста.
| Год  | Методика              | Жителей | Мужчин | Женщин | Дворов | Преобладающие национальности/сословия | Источники            |
| ---- | --------------------- | ------- | ------ | ------ | ------ | ------------------------------------- | -------------------- |
| 1925 | подготовка к переписи | н/д     | н/д    | н/д    | 45     | мари                                  | [ 9 ]                |
| 1939 | перепись              | 309     | 152    | 157    | н/д    | н/д                                   | [ 14 ]               |
| 1959 | перепись              | 260     | 116    | 144    | н/д    | марийцы                               | [ 16 ] [ 24 ]        |
| 1970 | перепись              | 215     | 89     | 126    | н/д    | марийцы                               | [ 25 ] [ 26 ]        |
| 1979 | перепись              | 201     | 91     | 110    | н/д    | марийцы                               | [ 27 ] [ 28 ]        |
| 1989 | перепись              | 133     | 60     | 73     | н/д    | марийцы                               | [ 29 ] [ 30 ] [ 20 ] |
| 2002 | перепись              | 159     | 78     | 81     | н/д    | марийцы (94 %)                        | [ 30 ] [ 31 ]        |
| 2010 | перепись              | 159     | 77     | 82     | н/д    | н/д                                   | [ 32 ]               |

## Инфраструктура
Деревня электрифицирована и газифицирована, централизованные водоснабжение и канализация отсутствуют, теплоснабжение осуществляется за счёт индивидуальных источников. К югу от деревни находится кладбище площадью 1,35 га и заполненностью 65 %. В зоне сельскохозяйственного производства находятся молочно-товарная ферма и складской сектор. Имеется магазин товаров повседневного спроса площадью 16 квадратных метров. В деревне три улицы — Центральная, Лесная и Луговая, протяжённость улично-дорожной сети составляет 3,316 км. На 2015 год почти все дома были деревянными.
Деревню обслуживает Шаранская центральная районная больница; фельдшерско-акушерский пункт находится в деревне Урсаево, почтовое отделение — в селе Акбарисово. Основная школа находится в деревне Мещерево.